# Flynn Group
Flynn Group, tidigare Flynn Restaurant Group, är ett amerikanskt multinationellt företag som verkar som franchisetagare för Applebee's (439 restauranger); Arby's (367); Panera Bread (128); Pizza Hut (944); Taco Bell (292) samt Wendy's (189). Det var USA:s största franchisetagare, för restauranger, efter omsättning för år 2022. Företaget är också majoritetsägare i franchisetagaren Alder Partners, som driver 37 gym, under varumärket Planet Fitness, i Georgia och Massachusetts.

## Historik
Företaget grundades 1999 av fastighetsinvesteraren Greg Flynn i syfte att placera sina åtta Applebee's-restauranger som han ägde vid den tidpunkten. I juni 2023 gjorde Flynn Group en internationell expandering av företaget när det förvärvade det australiska Pizza Hut Australia, som hade nästan 260 snabbmatsrestauranger till sitt förfogande. I november breddades verksamheten när även gym inkluderades i företaget. Det medförde även att företaget fick det nuvarande namnet. I maj 2024 tog Flynn Group också över Wendco (NZ) Limited i Nya Zeeland, som driver fler än 20 Wendy's-restauranger i landet.